# Textilana Liberec

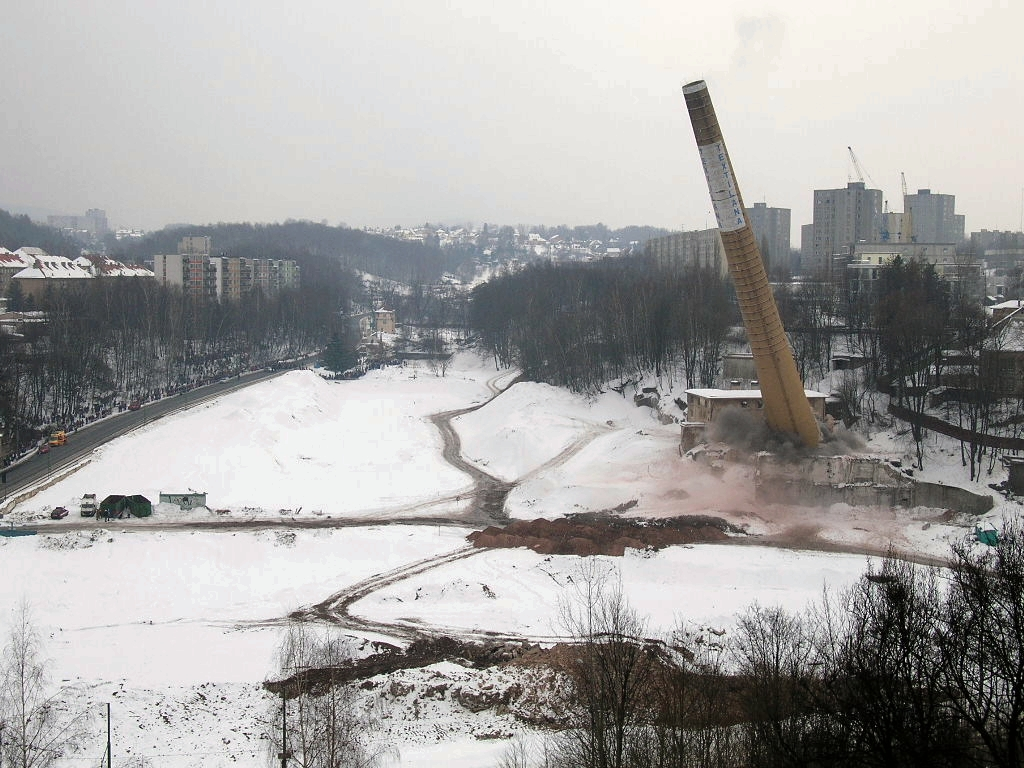
Demolice v areálu Textilany (2005)

Textilana Liberec byl průmyslový podnik založený ve druhé polovině 19. století průmyslníkem Johannem Liebiegem. Postupně se vypracoval na největší textilní podnik v severních částech Čech.

## Historie

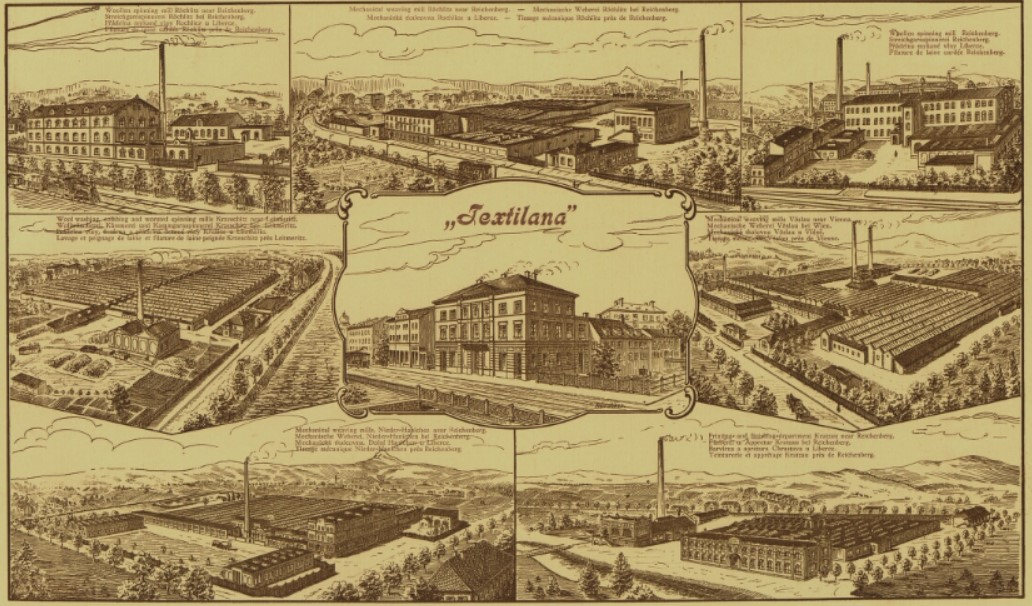
Závody Textilany a. s. v roce 1923

Prvním předchůdcem Textilany byla barvírna příze v údolí Harcovského potoka, kterou založil v roce 1806 hrabě Kristián Kryštof Clam–Gallas.
Akciová společnost Textilana vznikla 1. ledna 1921, kdy se spojily firmy Feigl & Vidrich (založena 1886), Otto Feigl (založena 1909) a akciové společnosti Vöslauské přádelný česané vlny v Křešicích. V roce 1923 uváděla Textilana své závody takto:
- Ústředí firmy sídlilo v Liberci
- Křešice, objekt z roku 1909, prádelna vlny, česárna a přádelna česané vlny (56 000 předacích vřeten); výroba bílé a pestré příze
- Liberec, přádelna mykané vlny se šesti stroji
- Dolní Hanychov (Hanichen), mechanická tkalcovna vlněných látek z roku 1899, 400 tkalcovských stavů
- Chrastava, barevna a úpravna kusového zboží

## Zánik

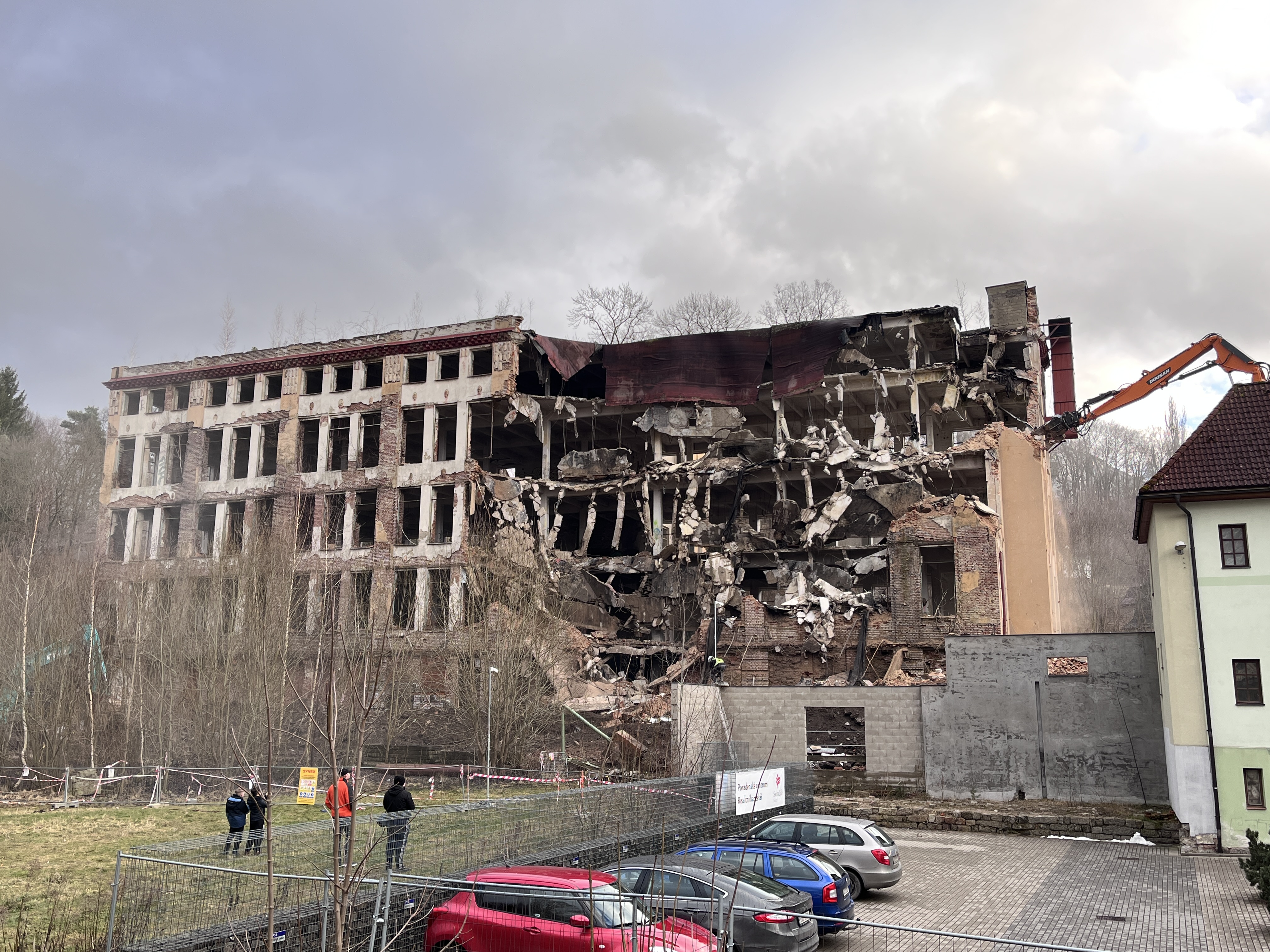
Demolice v lednu 2025

Areál Textilany, který čítal asi sto objektů, zakoupil v roce 2006 investor z Nizozemí. Ještě před prodejem ale průmyslové objekty v letech 2003 a 2004 srovnaly bagry se zemí. Zůstal stát několik objektů, z nich nejvýznamnějším byla pětipodlažní budova od architektů Maxe Kühna a Heinricha Fanty z roku 1908, jež představovala první železobetonovou industriální stavbu ve městě Liberci. Roku 2018 přestala mít nizozemská společnost o pozemky zájem, neb se sama ocitla ve finančních nesnázích a chtěla se parcel zbavit.
Dne 27. ledna 2025 se část objektu zřítila. Zbývající část začala být záhy demolována.
Stále stojí dva objekty. Prvním v Jablonecké ulici č. 46/34. A dalším je již přestavěná závodní jídelna Textilany v Jablonecké č. 42/35. Nejdříve přestavěna na supermarket, nyní jako výrobní závod.[zdroj?]